# Catolicisme al Marroc
L'Església Catòlica al Marroc és part de l'Església Catòlica universal, sota la direcció espiritual de la Papa a Roma.

## Història
La presència de cristianisme al nord d'Àfrica és testimoniada des de finals del segle ii. És molt probable que el missatge de l'Evangeli arribés a la província romana de Mauritània Tingitana (regió al centre-nord del Marroc) de la veïna Hispània. L'any 298 va ser martiritzat a Tànger el centurió Marcel. La nova religió va guanyar terreny entre els nadius amazics, però especialment entre els habitants d'origen romà s'hi van establir moltes diòcesis durant l'ocupació romana a la regió (Tingis, Zilis, Septem, Lixus, Tamuden-Sis, Salensis, etc.). Hi ha escassa documentació sobre els efectes que donatistes i vàndals exerciren sobre la comunitat cristiana a la regió.

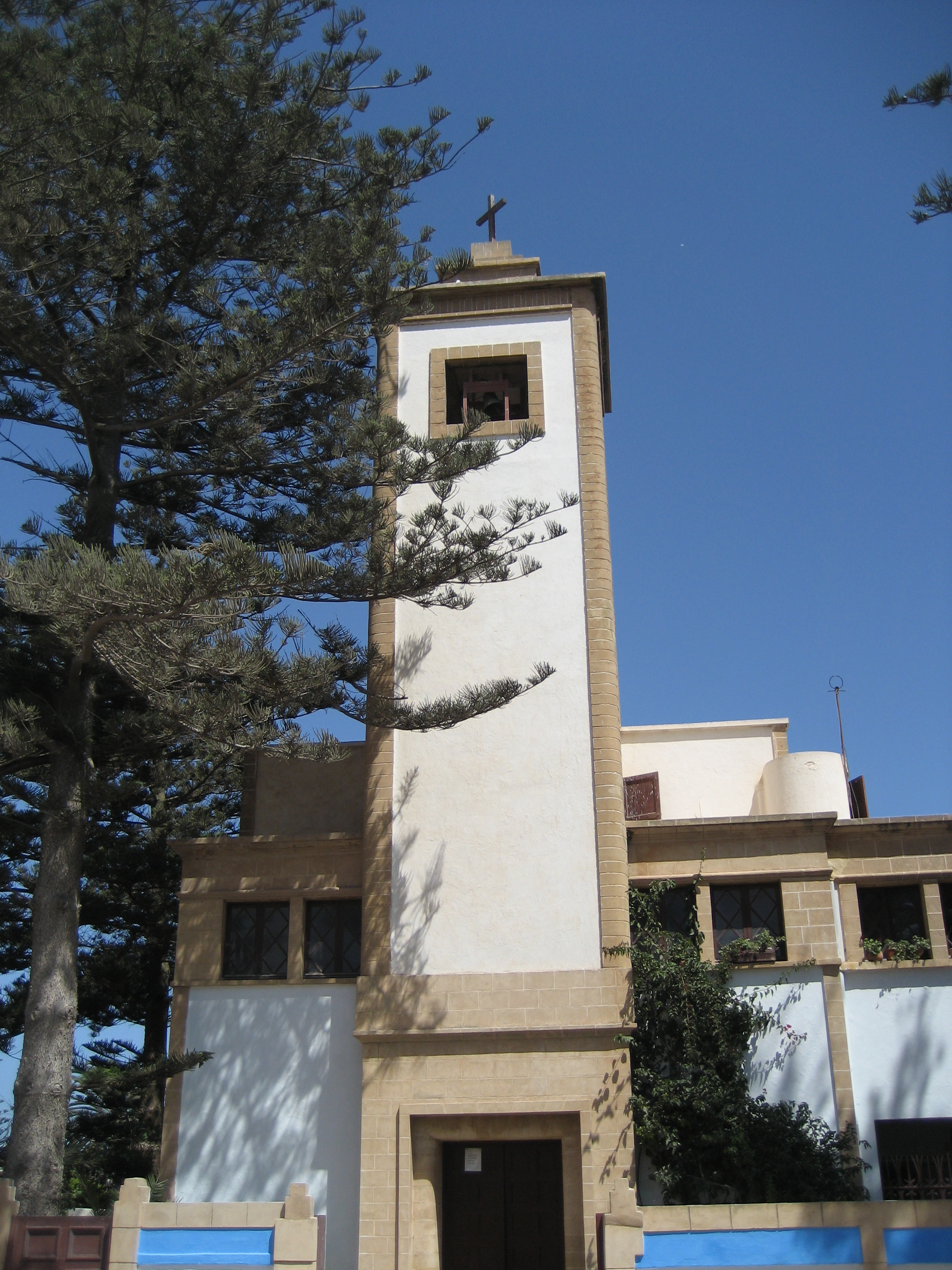
Mare de Déu de l'Assumpciço, Essaouira

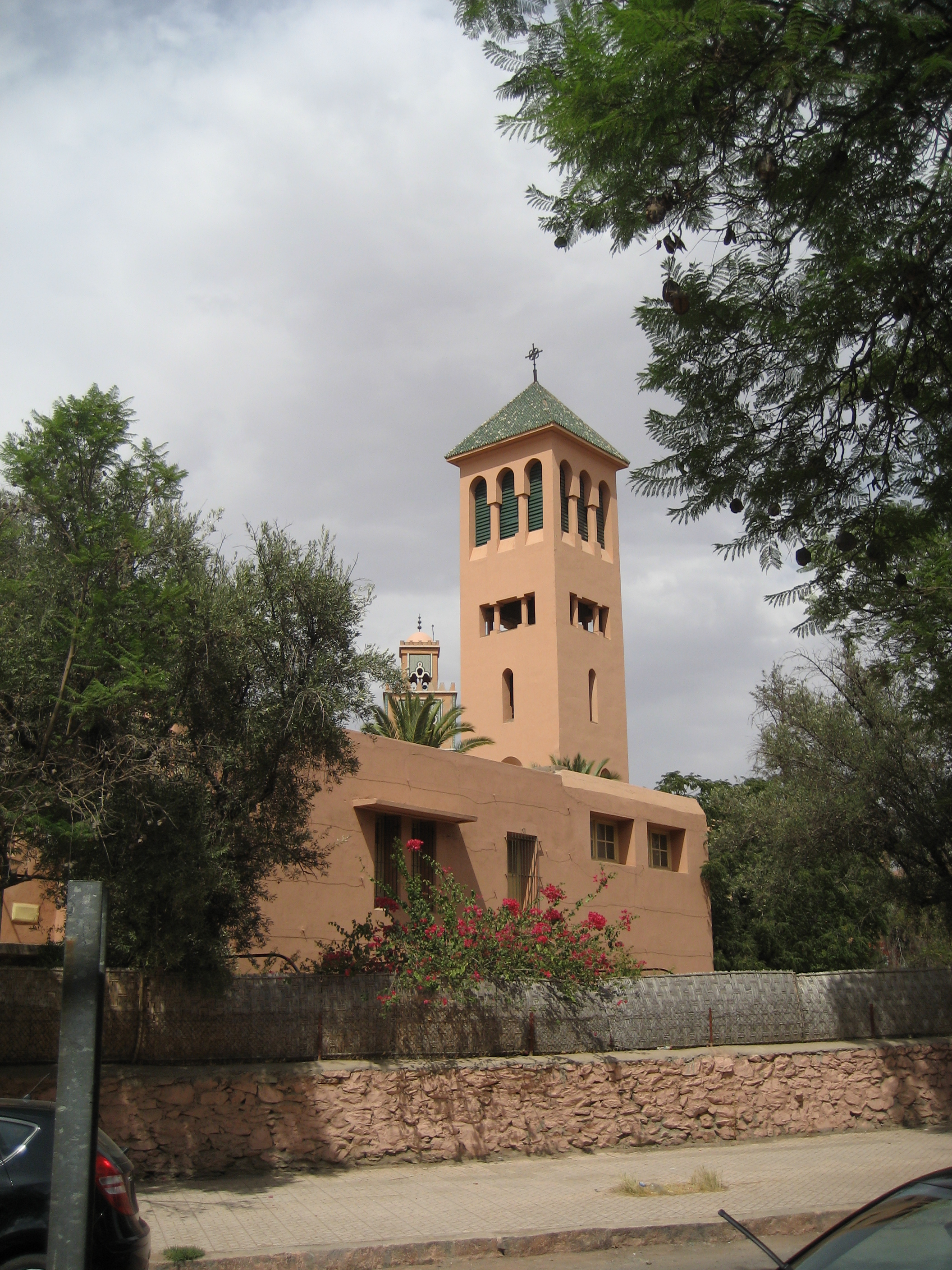
Església dels Sants Màrtirs, Marràqueix

Amb l'arribada de l'islam el cristianisme es va reduir a petites comunitats, amb la desaparició gradual de la jerarquia. En 1219 van arribar al Marroc els franciscans, enviats pel mateix Sant Francesc. Pocs anys després, en 1225, la Santa Seu erigí la diòcesi del Marroc, nomenant bisbe als territoris sota el control almohade, el dominic pare Domenico; en 1226 el frare franciscà Agnelo va ser nomenat bisbe de Fes. Amb el començament de l'evangelització al Marroc començaren les persecucions amb els primers màrtirs, entre ells els sants Berard, Pere, Otó, Acursi i Adjut, assassinats en 1220, i els sants Daniel i els seus companys, que van patir martiri en 1227.
A partir del segle XV els exèrcits d'Espanya i Portugal va començar la seva conquesta dels territoris del Marroc. En aquest context va sorgir la diòcesi de Ceuta (1417), que va absorbir l'antiga seu del Marroc (o Fes), i la de Tànger (1472).
Del segle XIV al segle XVII els missioners espanyols van continuar exercint el seu ministeri entre els esclaus cristians, sota l'autoritat dels bisbes de Ceuta que vivien normalment a Sevilla com auxiliars de l'arquebisbe d'aquesta ciutat. La missió, però, sovint va ser sacrificada als interessos de l'Estat i els freqüents enfrontaments entre Santa Seu i el patronat espanyol i portuguès va soscavar l'obra d'evangelització. La seu de Ceuta (que es va unir a Tànger) durant llargs períodes es va mantenir vacant. Finalment, en 1630, la diòcesi de Tànger es va reduir al rang de Prefectura Apostòlica dependent de Roma i va ser confiada als franciscans. Quan a mitjans del segle xviii va ser abolida l'esclavitud dels cristians al Marroc, augmentaren especialment al llarg de la costes les petites comunitats de comerciants i mariners europeus.
Pel 1908 el papa Pius X elevà la prefectura apostòlica de Tànger a vicariat apostòlic, assignant-li el territori del Protectorat Espanyol al Marroc. El 1923 el papa Pius XI creà un altre vicariat apostòlic, el de Rabat al territori del Protectorat Francès al Marroc. Amb el decret del 14 de setembre de 1955 i del 14 novembre de 1956, el papa Pius XII elevà els dos vicariats apostòlics en arxidiòcesis. Louis-Amédée Lefèvre i Francisco Aldegunde hi foren designats com a arquebisbes, havent estat fins llavors vicari apostòlic de les dues seus.
Un esdeveniment particularment important en la història de l'església al Marroc ha estat la visita del papa Joan Pau II a Casablanca el 19 d'agost de 1985.

## Organització eclesiàstica
Els fidels del país es va reduir a un petit nombre, majoritàriament estrangers i immigrants. El territori inclou dos arxidiòcesis:
- l'Arquebisbat de Rabat (subdividida en quatre regions: Rabat, Casablanca, Est, Sud)
- l'Arquebisbat de Tànger

Els bisbes del Marroc són membres de la Conferència Episcopal Regional del Nord d'Àfrica, que reuneix els bisbes del Marroc, Algèria, Tunísia, Líbia i Sàhara Occidental.

## Estadístiques
L'Església catòlica al Marroc a finals de l'any 2010, d'una població de més de 34 milions d'habitants havia 27.019 batejats, corresponent al 0,08% del total. També hi ha 84 institucions educatives i 21 organitzacions benèfiques.

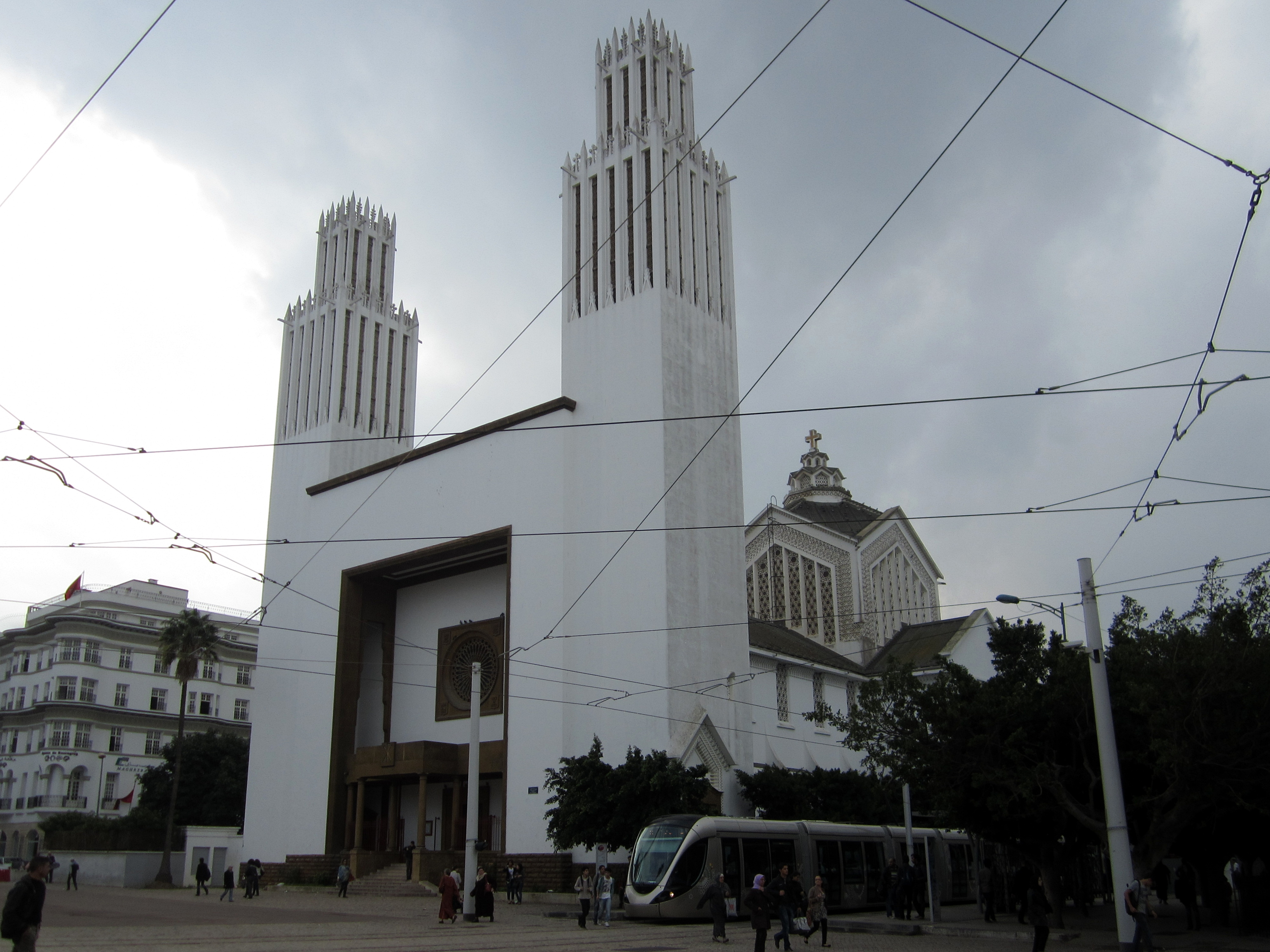
Catedral de Rabat

| Any  | Població | Població   | Població | Sacerdots | Sacerdots | Sacerdots | Sacerdots             | Diaques | Religiosos | Religiosos | Parròquies |
| Any  | batejats | total      | %        | número    | seglars   | regulars  | batejats per sacerdot | Diaques | homes      | dones      | Parròquies |
| ---- | -------- | ---------- | -------- | --------- | --------- | --------- | --------------------- | ------- | ---------- | ---------- | ---------- |
| 2007 | 23.300   | 34.330.000 | 0,0      | 35        | 6         | 29        | 665                   |         | 42         | 223        | 39         |
| 2010 | 27.019   | 31.648.151 | 0,0      | 41        | 15        | 26        | 659                   |         | 39         | 222        | 36         |

## Nunciatura apostòlica
La nunciatura apostòlica del Marroc ha estat instituïda el 1976. La seu està a la ciutat de Rabat.

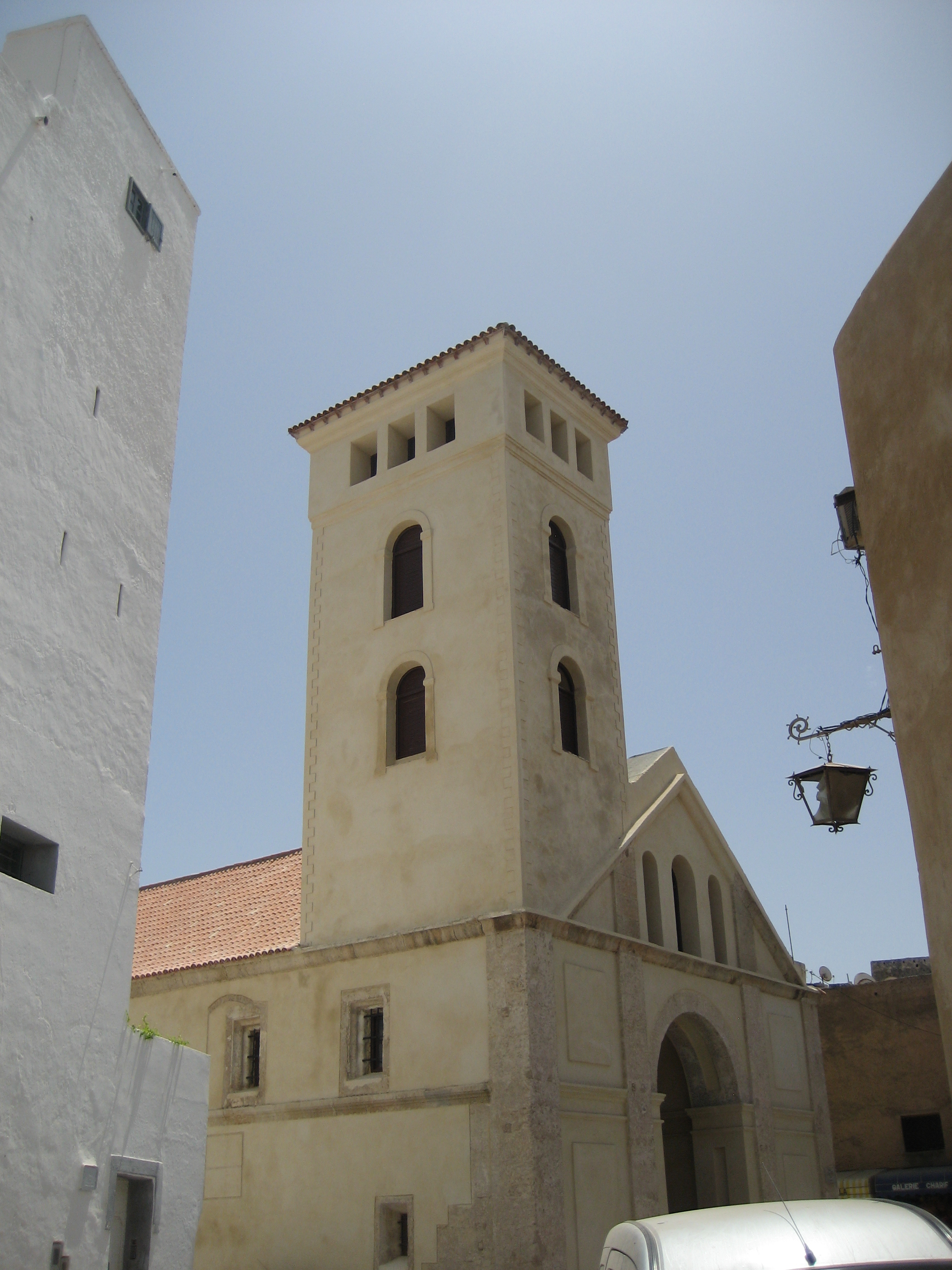
Antiga església catòlica, El Jadida

### Pronuncis apostòlics
- Sante Portalupi, arquebisbe titular de Cristòpolis (5 de març de 1976 - 15 de desembre de 1979 nomenat nunci apostòlic a Portugal)
- Bernard Henri René Jacqueline, arquebisbe titular de Abbir Maius (20 de març de 1986 - 22 de maig de 1993 retirat)

### Nuncis apostòlics
- Domenico De Luca, arquebisbe titular de Teglata in Numidia (22 de maig de 1993 - 17 de juliol de 2003 retirat)
- Antonio Sozzo, arquebisbe titular de Concordia (17 de juliol de 2003 - 16 de setembre de 2015 dimitit)
- Vito Rallo, arquebisbe titular d'Alba, des del 12 de desembre de 2015